# Valiato de Kosovo
El valiato de Kosovo (turco otomano:  ولايت قوصوه, Vilâyet-i Kosova; turco: Kosova Vilayeti; serbio: Kosovski vilajet, Косовски вилајет; albanés: Vilajeti i Kosovës) fue un valiato (provincia) del Imperio otomano en los Balcanes, que incluía el actual territorio en disputa de Kosovo y la parte occidental de Macedonia del Norte. También incluía de iure la región del Sandžak (actualmente dividida entre Serbia y Montenegro), aunque este territorio permaneció de facto bajo ocupación del Imperio austrohúngaro desde 1878 hasta 1909, según lo dispuesto en el artículo 25 del Congreso de Berlín de 1878. La capital del valiato era Uskub (Skopie), que se encontraba situada a medio camino entre Estambul y sus provincias europeas. Uskub era la ciudad más habitada de la provincia con 32 000 habitantes, seguida de Prizren con unos 30 000.

## Organización territorial
- Sanjacado de Üsküp (Skopie) (Skopje, Štip, Kratovo , Pehčevo, Radoviš, Kumanovo, Kriva Palanka, Kaçanik)
- Sanjacado de Pristina (Pristina, Vushtrri, Gjilan, Preševo; también se agregaron Mitrovica y Novi Pazar en 1902)
- Sanjacado de İpek (Peja, Gjakova, Gusinje; también se agregaron Berane y Rožaje en 1902)
- Sanjak de Prizren (Prizren, Tetovo, Gostivar)
- Sanjacado de Novi Pazar (Yenipazar), (Novi Pazar, Berane, Rožaje, Sjenica, Nova Varoš, Bijelo Polje, Baja Kolašin, Pljevlja, Prijepolje, Priboj)

## Historia
El valiato de Kosovo se presentó como un microcosmos de la sociedad otomana, incorporando dentro de sus límites diversos grupos étnicos y religiosos: albaneses, serbios y bosnios, de religión tanto musulmana como cristiana, estos últimos ortodoxos y católicos. La provincia era conocida por sus artesanos e importantes ciudades, como İpek (Peć), donde fueron erigidos diversos edificios de arquitectura otomana, algunos de los cuales aún se conservan hoy en día. En 1878 se considera que nació la identidad nacional albanesa al constituirse la Liga de Prizren, que asociaba al valiato de Kosovo con los de Monastir, Ioánnina y Shkodra, todos ellos de mayoría étnica albanesa, en defensa de sus intereses comunes ante las reivindicaciones territoriales de otros estados, especialmente el Principado de Serbia que reclamaba la devolución de sus regiones históricas de Kosovo y Metohija. La liga fue disuelta en 1881.
Como resultado del Tratado de San Stefano de 1878, luego de la modificación del Congreso de Berlín del mismo año que dividió el Imperio otomano forzado por su derrota ante Rusia, Kosovo se convirtió en la primera línea de defensa para el Imperio, con grandes guarniciones de tropas otomanas en toda la provincia. Tras la Primera Guerra de los Balcanes, la mayor parte del valiato se dividió entre los reinos de Montenegro y Serbia. Estos límites fueron ratificados todos en el Tratado de Londres de 1913, por el cual el Imperio Otomano reconoció las nuevas fronteras, y que forzó un acuerdo de paz con el Reino de Serbia el 14 de marzo de 1914.

## Gobernadores

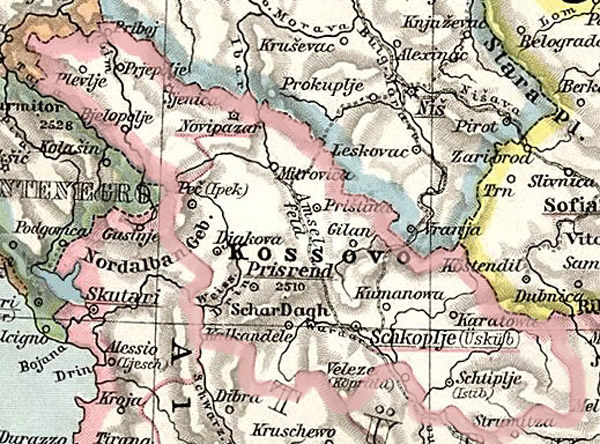
El valiato de Kosovo hacia 1905.

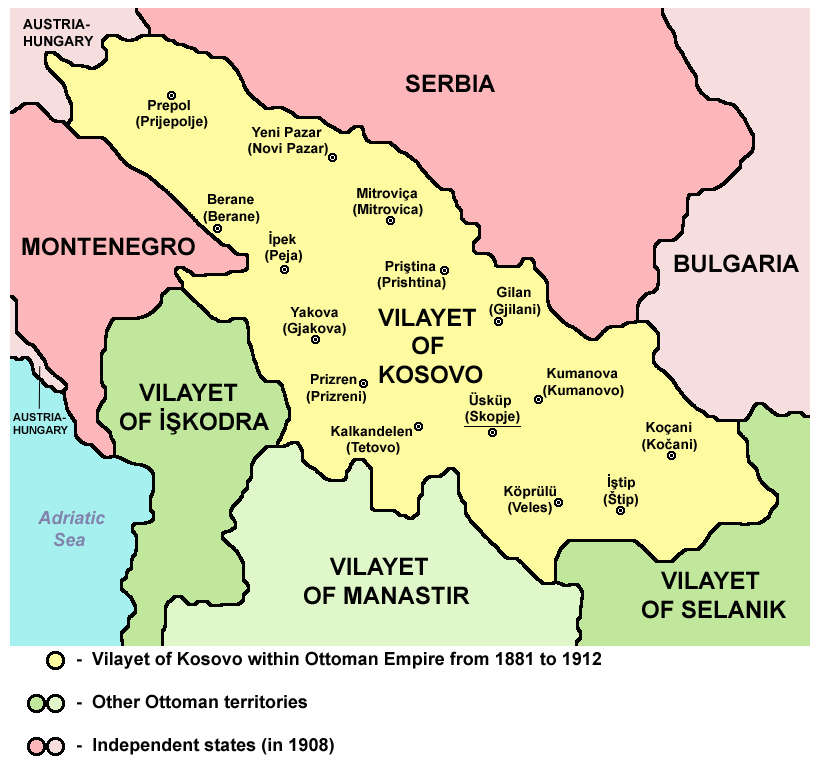
Límites del valiato hacia 1912, justo antes de las Guerras de los Balcanes.

Los gobernadores (Valíes) de la provincia fueron:
- 1819-1893 : Ibrahim Edhem Pasha
- 1894-1899 : Hafiz Mehmed Pasha
- 1900-1902 : Reshad Bey Pasha
- 1903-1904 : Shakir Pasha Numan
- 1905-1907 : Mehmed Shefket Pasha
- 1907-1908 : Hadi Pasha
- 1909-1910 : Mazhar Bey Pasha
- 1910-1911 : Halil Bey Pasha
- 1911-1912 : Ghalib Pasha